# Mein*Star
Mein*Star (japanisch 【推しの子】 Oshi no Ko) ist eine Manga-Serie von dem Autor Aka Akasaka und der Zeichnerin Mengo Yokoyari, die seit 2020 in Japan erscheint. Der Manga erzählt von einem Arzt, der als Sohn einer von ihm verehrten Sängerin wiedergeboren wird, und wurde in mehrere Sprachen übersetzt.

## Inhalt
Die 12-jährige Salina war begeistert von Idols und wollte selbst eines werden. Doch die Patientin des jungen Gynäkologen Gorō stirbt an einem Hirntumor. Seither interessiert auch er sich für die Welt der Idols und wurde ein großer Fan von Ai Hoshino, die im gleichen Alter wie Salina wäre und ihr ähnelt.
Dann steht Hoshino plötzlich als Patientin vor ihm, da sie schwanger ist. Kurz vor der Geburt wird Gorō durch einen Fan von Ai ermordet und findet sich dann wiedergeboren als einer ihrer beiden Zwillinge wieder: Aquamarine Hoshino. Dabei hat er alle Erinnerungen an sein früheres Leben behalten, was ihm einige Probleme bereitet. So verehrt er das Idol noch immer, das nun seine Mutter ist. Und auch der ihm bekannte Mörder läuft noch immer frei herum. Zudem merkt er bald, dass auch seine Schwester Ruby Hoshino eine Wiedergeborene zu sein scheint. Beider Leben ist vom Alltag ihrer Mutter bestimmt, die jedoch ihre Mutterschaft verheimlichen will. So werden die Zwillinge als Kinder ihres Managers Saito und dessen Frau Miyako ausgegeben.

## Hintergrund
Beim Schreiben der Geschichte ließ sich Aka Akasaka von Geschehnissen aus dem wirklichen Leben inspirieren, beschreibt aber auch mögliche Szenarien, die aufgrund der Trends und Regeln der japanischen Unterhaltungsbranche passieren könnten. Bei den Recherchen für die Geschichten interviewten Akasaka und seine Assistenten mehrfach mit Talenten, Untergrund-Idols, YouTubern, Redakteuren der Regenbogenpresse, Produzenten und Managern, was laut Akasaka aufwendig war.
Akasaka habe die Welt in Mein*Star düster dargestellt, um die Unzufriedenheit innerhalb der Branche zu verdeutlichen. Talente würden ausgebeutet und diese müssen ihr wahres Gesicht verbergen um das eigene Werk zu schützen und die Fangemeinde zu beruhigen. Tatsächlich ähnelten Teile der Geschichte wahren Begebenheiten, wie etwa der Suizidversuch des Charakters Akane Kurosawa an den Suizid der Entertainerin Hana Kimura. Besagte Kapitel erschienen knapp ein halbes Jahr nach diesem Ereignis. Aber auch die Vorgeschichte, die das Fundament der eigentlichen Handlung bildet, ähnelt einem Kriminalfall, der sich 2016 ereignete. Die Prämisse, dass das Idol Ai Hoshino, die Mutter der beiden Hauptcharaktere der Serie Aqua und Ruby, von einem enttäuschten Fan erstochen wird, zeigte Ähnlichkeiten mit der Messerattacke auf das Idol Mayu Tomita, die von einem Fan niedergestochen wurde, nachdem diese seine Gefühle nicht erwiderte. Tomita überlebte den Vorfall schwerverletzt. Dieser Vorfall hatte unter anderem eine Verschärfung des Gesetzes gegen Stalking zur Folge.
Die Geschichte von Mein*Star spielt im Universum der Mangareihe Kaguya-sama: Love is War. Dabei spielt die Handlung von Mein*Star mehrere Jahre nach den Geschehnissen aus Kaguya-sama.
Die Serie richtet sich als Seinen-Manga an ein erwachsenes Publikum. Nach der Ausstrahlung der Anime-Fernsehserie gewann der Manga auch bei Kindern- und Jugendlichen massiv an Beliebtheit, was die Zeichnerin Mengo Yokoyari aufgrund der ihrer Meinung nach „extremen Darstellungen“, die im Werk vorkommen, kritisch betrachtet.

## Veröffentlichung
Die Serie erschien von April 2020 bis November 2024 in Einzelkapiteln im Magazin Shūkan Young Jump beim Verlag Shūeisha. Dieser brachte die Geschichte auch in insgesamt 16 Sammelbänden heraus.
Im August des Jahres 2023 setzte Aka Akasaka aufgrund gesundheitlicher Probleme die Arbeit an der Mangaserie für einen Monat aus. Stattdessen veröffentlichte Mengo Yokoyari, welche die Zeichnungen für die Serie anfertigt, kleine Manga-Panels, die verschiedene Nebengeschichten der Charaktere erzählen. Am 9. Oktober 2024 wurde angekündigt, dass die Geschichte mit der Veröffentlichung des 166. Kapitels am 16. November gleichen Jahres beendet werde. Der 16. und damit letzte Mangaband erschien in Japan am 18. Dezember 2024.
Eine deutsche Übersetzung erschien von Juni 2021 bis Mai 2025 bei Altraverse mit allen 16 Bänden. Die Übersetzung stammt von Nana Umino. M&C! bringt den Manga in Indonesien heraus.
| Band | Japanisch        | Japanisch                                                       | Deutsch          | Deutsch                |
| Band | Veröffentlichung | ISBN                                                            | Veröffentlichung | ISBN                   |
| ---- | ---------------- | --------------------------------------------------------------- | ---------------- | ---------------------- |
| 01   | 17. Juli 2020    | ISBN 978-4-08-891650-7                                          | 18. Juni 2021    | ISBN 978-3-96358-785-6 |
| 02   | 16. Okt. 2020    | ISBN 978-4-08-891717-7                                          | 17. Sep. 2021    | ISBN 978-3-96358-966-9 |
| 03   | 16. Feb. 2021    | ISBN 978-4-08-891801-3                                          | 31. Jan. 2022    | ISBN 978-3-7539-0342-2 |
| 04   | 19. Mai 2021     | ISBN 978-4-08-891872-3                                          | 21. März 2022    | ISBN 978-3-7539-0343-9 |
| 05   | 19. Aug. 2021    | ISBN 978-4-08-892056-6                                          | 20. Juni 2022    | ISBN 978-3-7539-0701-7 |
| 06   | 19. Nov. 2021    | ISBN 978-4-08-892135-8                                          | 19. Sep. 2022    | ISBN 978-3-7539-0894-6 |
| 07   | 18. Feb. 2022    | ISBN 978-4-08-892224-9                                          | 19. Dez. 2022    | ISBN 978-3-7539-1244-8 |
| 08   | 17. Juni 2022    | ISBN 978-4-08-892363-5                                          | 20. März 2023    | ISBN 978-3-7539-1245-5 |
| 09   | 19. Okt. 2022    | ISBN 978-4-08-892429-8                                          | 12. Juni 2023    | ISBN 978-3-7539-1574-6 |
| 10   | 19. Jan. 2023    | ISBN 978-4-08-892535-6                                          | 18. Sep. 2023    | ISBN 978-3-7539-1958-4 |
| 11   | 17. März 2023    | ISBN 978-4-08-892630-8                                          | 11. Dez. 2023    | ISBN 978-3-7539-2148-8 |
| 12   | 19. Juli 2023    | ISBN 978-4-08-892780-0                                          | 12. Feb. 2024    | ISBN 978-3-7539-2149-5 |
| 13   | 17. Nov. 2023    | ISBN 978-4-08-893002-2                                          | 13. Mai 2024     | ISBN 978-3-7539-2541-7 |
| 14   | 18. Apr. 2024    | ISBN 978-4-08-893172-2                                          | 16. Sep. 2024    | ISBN 978-3-7539-2960-6 |
| 15   | 18. Juli 2024    | ISBN 978-4-08-893303-0                                          | 13. Jan. 2025    | ISBN 978-3-7539-3147-0 |
| 16   | 18. Dez. 2024    | ISBN 978-4-08-893474-7 ISBN 978-4-08-893575-1 (Special Edition) | 12. Mai 2025     | ISBN 978-3-7539-3670-3 |

## Anime
- → Hauptartikel: Oshi no Ko#Produktion

Am 9. Juni 2022 wurde die Produktion einer Anime-Fernsehserie angekündigt, die unter der Regie von Daisuke Hiramaki im Studio Dōga Kōbō entsteht. Das Drehbuch wird von Jin Tanaka basierend auf der Mangavorlage geschrieben, während das Charakterdesign von Kanna Hirayama anhand der Zeichnungen von Mengo Yokoyari entworfen wird. Die Serienmusik stammt aus der Feder von Takurō Iga. Die Animeserie umfasst elf Episoden. Die Synchronsprecher wurden mittels eines Vorsprechens ausgewählt. Dabei wurde für jeden Charakter der Serie ein separates Vorsprechen durchgeführt, die nahezu zeitgleich stattfanden.
Die erste Staffel der Anime-Fernsehserie wurde zwischen dem 12. April und dem 28. Juni 2023 im japanischen Fernsehen gezeigt. Im deutschsprachigen Raum wurde diese im gleichen Zeitraum als Simulcast in Originalsprache mit deutschen Untertiteln auf AkibaPass TV gezeigt.
Am 28. Juni 2023 wurde bestätigt, dass der Anime eine Fortsetzung in Form einer zweiten Staffel erhält.

## Realfilm und Fernsehserie
Am 23. Januar 2024 kündigte die japanische Filmproduktionsfirma Tōei die Produktion eines Realfilms sowie einer Fernsehserie an, welche Anfang des Jahres 2024 weltweit bei Amazon Prime Video erscheinen wird. Bereits im Dezember des Vorjahres wurde berichtet, dass eine Umsetzung als Realfilm und Dorama in Arbeit sein könnte.

## Erfolge
Bis April 2021 verkauften sich die Bände der Serie insgesamt über 1 Million Mal. Im Oktober 2022 befanden sich drei Millionen verkaufte Einheiten des Mangas im Umlauf. Im März 2023 wurde veröffentlicht, dass sich die Reihe inzwischen mehr als 4,5 Millionen Mal verkaufen konnte. Diese Zahlen beziehen sich auf die Verkäufe der ersten elf Bände, wobei digitale Verkäufe ebenfalls berücksichtigt wurden. Im Mai gab man bekannt, dass inzwischen sieben Millionen Kopien der Mangareihe verkauft werden konnten. Im Juli wurde verkündet, dass inzwischen mehr als zwölf Millionen Kopien in Japan im Umlauf sind.
Mein*Star wurde in der Bestenliste Kono Manga ga Sugoi 2021 des Verlages Takarajimasha auf Platz elf in der Kategorie Bester Manga für männliche Leser gelistet, in der Liste des darauffolgenden Jahres landete die Reihe auf Platz sieben. Der Manga wurde im Jahr 2021 für den Manga Taishō nominiert und erreichte Platz fünf, im Folgejahr Platz acht. Die Mangareihe gewann 2021 den Next Manga Award in der Kategorie Gedrucktes Exemplar. Außerdem wurde Mein*Star für den Shōgakukan-Manga-Preis, den Osamu-Tezuka-Kulturpreis und den Kōdansha-Manga-Preis nominiert.
Oshi no Ko wurde für den 14. Manga Taishō im Jahr 2021 und für die 15. Ausgabe im Jahr 2022 nominiert. Im August 2021 gewann Oshi no Ko den Next Manga Award in der Kategorie Print. Der Manga wurde 2021 für den 67. Shogakukan Manga Award in der allgemeinen Kategorie nominiert. Es wurde für den 26. Tezuka-Osamu-Kulturpreis im Jahr 2022 nominiert; es wurde für die 28. Ausgabe im Jahr 2024 und die 29. Ausgabe im Jahr 2025 nominiert. Es wurde auch für den 46. Kodansha Manga Award in der allgemeinen Kategorie im Jahr 2022 nominiert; es wurde für die 48. Ausgabe in derselben Kategorie im Jahr 2024 nominiert.
Im Rahmen der französischen Japan Expo Awards erhielt die Mangaserie Nominierungen in den Kategorien beim Daruma als bester Suspense-Manga sowie für das beste Szenario, wurde aber nicht ausgezeichnet.

## Kritik
Nach der Ausstrahlung der sechsten Folge der Anime-Fernsehserie, Egosurfing, am 17. Mai 2023 verglichen Anime News Network und Comic Book Resources diese mit dem Suizidfall Hana Kimura, die in Folge von massiven Cyber-Bullying am 23. Mai 2020 Selbstmord beging.
Wenige Tage später äußerte sich Kyōko Kimura, die Mutter von Hana, kritisch über die Serie. Sie schrieb, dass die Nutzung einer wahren Geschichte, Freunde und Bekannte Hanas schwer getroffen habe. Auch der Zeitpunkt für die Ausstrahlung der Episode stieß bei Kimura auf Unmut und endete mit ihrem Kommentar mit Verachtung gegenüber der Produzenten der Serie. Sie warf den Machern vor, Kapital aus dem Tod ihrer Tochter schlagen zu wollen, da unter anderem die Kommentare, welche in der Folge zu sehen waren, exakt dem gleichen Wortlaut entsprachen, die Hana vor ihrem Tod erhielt.
Laut einem Artikel im deutschsprachigen Koneko-Magazin werfe die Manga- und Animeserie nicht nur kritischen Einblick auf die japanische Unterhaltungsindustrie, sondern greife auf eine eher „philosophische Frage“ auf. Diese lautet, wie sehr man sich selbst belügen müsse, bevor man diese als Wahrheit wahrnimmt, ob dies dann noch eine Lüge sei, wenn es so weit ist.